# إي. نيلسون بريدويل
إي. نيلسون بريدويل (بالإنجليزية: E. Nelson Bridwell)‏ هو محرر أمريكي، ولد في 22 سبتمبر 1931 في سابولبا في الولايات المتحدة، وتوفي في 23 يناير 1987 في بروكلين في الولايات المتحدة بسبب سرطان الرئة.

## وصلات خارجية
- إي. نيلسون بريدويل على موقع IMDb (الإنجليزية)